# Кондреа (Васлуј)
Кондреа (рум. Condrea) насеље је у Румунији у округу Васлуј у општини Лунка Банулуј. Oпштина се налази на надморској висини од 19 m.

## Становништво
Према подацима из 2002. године у насељу је живело 63 становника, од којих су сви румунске националности.